# Municipio de Riley (Illinois)
El municipio de Riley (en inglés: Riley Township) es un municipio ubicado en el condado de McHenry en el estado estadounidense de Illinois. En el año 2010 tenía una población de 2922 habitantes y una densidad poblacional de 31,3 personas por km².

## Geografía
El municipio de Riley se encuentra ubicado en las coordenadas 42°11′44″N 88°39′6″O / 42.19556, -88.65167. Según la Oficina del Censo de los Estados Unidos, el municipio tiene una superficie total de 93.35 km², de la cual 93,15 km² corresponden a tierra firme y (0,21 %) 0,2 km² es agua.

## Demografía
Según el censo de 2010, había 2922 personas residiendo en el municipio de Riley. La densidad de población era de 31,3 hab./km². De los 2922 habitantes, el municipio de Riley estaba compuesto por el 93,57 % blancos, el 0,89 % eran afroamericanos, el 0,31 % eran amerindios, el 0,41 % eran asiáticos, el 3,9 % eran de otras razas y el 0,92 % eran de una mezcla de razas. Del total de la población el 10,27 % eran hispanos o latinos de cualquier raza.